# Birmingham Bulls
Birmingham Bulls byl profesionální americký klub ledního hokeje, který sídlil v Birminghamu ve státě Alabama. V letech 1976–1979 působil v profesionální soutěži World Hockey Association. Bulls ve své poslední sezóně v WHA skončily v základní části. Své domácí zápasy odehrával v hale Birmingham–Jefferson Convention Complex s kapacitou 19 000 diváků. Klubové barvy byly modrá, červená a bílá. Za klub hrál Václav Nedomanský.
Založen byl v roce 1976 po přestěhování frančízy z Toronta do Birminghamu.

## Umístění v jednotlivých sezonách
Stručný přehled
Zdroj: 
- 1976–1977: World Hockey Association (Východní divize)
- 1977–1979: World Hockey Association
- 1979–1981: Central Professional Hockey League

Jednotlivé ročníky
Zdroj: 
Legenda: Z – zápasy, V – výhry, VP – výhry v prodloužení, R – remízy, P – porážky, PP – porážky v prodloužení, VG – vstřelené góly, OG – obdržené góly, +/- – rozdíl skóre, B – body, KPW – Konference Prince z Walesu, CK – Campbellova konference, ZK – Západní konference, VK – Východní konference, fialové podbarvení – reorganizace, změna skupiny či soutěže
| USA / Kanada (1976 – 1981) |                       |        |    |    |    |   |    |    |     |     |     |    |        |             |
| Sezóny                     | Liga                  | Úroveň | Z  | V  | VP | R | PP | P  | VG  | OG  | +/- | B  | Pozice | Play-off    |
| 1976/77                    | WHA (Východní divize) | –      | 81 | 31 | –  | 4 | –  | 46 | 289 | 309 | -20 | 66 | 5.     | –           |
| 1977/78                    | WHA                   | –      | 80 | 36 | –  | 3 | –  | 41 | 287 | 314 | -27 | 75 | 6.     | Semifinále  |
| 1978/79                    | WHA                   | –      | 80 | 32 | –  | 6 | –  | 42 | 286 | 311 | -25 | 70 | 6.     | –           |
| 1979/80                    | CHL                   | –      | 80 | 36 | –  | 5 | –  | 39 | 260 | 295 | -35 | 77 | 4.     | Čtvrtfinále |
| 1980/81                    | CHL                   | –      | 58 | 17 | –  | 4 | –  | 37 | 204 | 277 | -73 | 38 | 8.     | –           |